# Chamber (personaje de Valorant)
Vincent Fabron, más conocido como Chamber es un personaje perteneciente al videojuego (creado por Riot Games), Valorant. Fue revelado oficialmente el 29 de octubre de 2021 en la versión 3.10 del juego.

## Historia
El francés Vincent Fabron vive su vida en busca de un objetivo necesario, dispuesto a sacrificar cualquier cosa que se interponga en su camino para conseguirlo. Ha pasado gran parte de su vida relacionado con el combate y las armas, habiendo trabajado para el ejército francés antes de convertirse en tirador de la PMC y después en diseñador de armas para Kingdom Defense. Sin embargo, su empleo en Kingdom no fue más que un trampolín para él, ya que en ese momento ya había emprendido su camino en busca de su verdad sagrada.
Uno de los sucesos que ejemplifican la voluntad de Fabron de continuar con sus objetivos sin importar el coste está relacionado con sus acciones en las Instalaciones de Investigación Everett-Linde en Santa Fe, Nuevo México, donde viajó a alrededor de 9 AFL y comenzó a comunicarse con los empleados de allí. Poco después de intentar acceder a sus sistemas, a Fabron se le prohibió la entrada a las instalaciones, pero finalmente regresó para restablecer su autorización de seguridad y obtener los esquemas. Sin embargo, pronto se vio obligado a tomar una decisión que le obligaba a destruir el Gran Colisionador Radian de la instalación. Tras ponerse en contacto con su homólogo de Omega, dispararon juntos contra el LRC el día en que la gente del laboratorio celebraba su supuesto éxito. La explosión mató a muchos de sus empleados y las instalaciones quedaron reducidas a cenizas.
No mucho después de los sucesos de Everett-Linde, Fabron se encontró con los agentes superiores del Protocolo VALORANT Brimstone y Viper, donde juntos se vieron en una situación desagradable. Tras promocionarse como alguien que podría ayudar a VALORANT con su Proyecto Omega, los dirigentes del Protocolo le dieron a Fabron un puesto como su decimoctavo agente. Convertido en "Chamber", inmediatamente demostró ser un activo necesario para los objetivos del VP, proporcionando los planos necesarios para construir adecuadamente un teletransportador Alfa-Omega, así como ayudando con sus problemas de energía recomendando a un posible agente con habilidades radiantes que podría ayudar.
Sin embargo, incluso con su nueva asociación con el Protocolo VALORANT, el objetivo necesario de Chamber sigue sin alcanzarse. Algunos de sus compañeros (entre los que se encuentran algunos de los investigadores y defensores más hábiles de la Tierra) ya sospechan de sus motivos, por lo que Chamber tendrá que actuar con más cautela que nunca si quiere alcanzar su objetivo final, y prepararse para ser juzgado cuando se revele la verdad sobre su carácter.

## Personalidad
Con una mezcla de suave despreocupación, aplomo profesional y comicidad chulesca, Chamber confía plenamente en sus habilidades y en el valor que ofrece. Se pone el listón muy alto a sí mismo y a su equipo, recordándoles a todos que si quieren conseguir victorias, más les vale esforzarse al máximo y ser los mejores en lo que hacen.
Ha mostrado amistad con muchos de los agentes del Protocolo, pero es muy consciente de que guarda muchos secretos que es mejor mantener ocultos.

## Apariencia
Chamber luce un peinado alborotado y lleva unas gafas de montura gruesa y rectangular. Lleva un chaleco azul sobre una camisa blanca de manga larga y una corbata geométrica de colores de medianoche. Dicho chaleco tiene tres balas de pistola en el lugar donde se encuentran los botones. Sus manos están cubiertas por un par de guantes marrones con tiras blancas que dejan al descubierto los dedos anular y meñique. Luce un reloj personalizado con correas doradas en el brazo izquierdo, y lleva unos pantalones de color cedro sujetos por un cinturón con correas blancas y una hebilla que luce un singular contorno dorado. También lleva una cadena dorada enganchada a la corbata a modo de correa.
En el lado izquierdo de la cara tiene varios tatuajes dorados similares a los trazos de un circuito impreso. Estos tatuajes también aparecen en sus brazos y cubren más parte de su cuerpo por debajo del cuello. En su animación de selección de agente y en el tráiler de revelación, estos tatuajes desaparecen cada vez que invoca su rifle de francotirador Tour de Force.
Cabe destacar que todo el traje de Chamber (sin la corbata) adquiere un color dorado cuando se encuentra cerca de un ancla Rendezvous, aunque se desconoce si se trata de una mecánica de juego, ya que no es el caso que se muestra en el tráiler de presentación del agente.